# 皇冠镇
皇冠镇，是中华人民共和国陕西省安康市宁陕县下辖的一个乡镇级行政单位。

## 行政区划
皇冠镇下辖以下地区：
皇冠社区、南京坪村、油坊坪村、朝阳村、八宝村、兴隆村、河心堡村和双河口村。